# 国道330号
国道330号（こくどう330ごう）は、沖縄県沖縄市から那覇市に至る一般国道である。沖縄県内を通る国道では唯一全線4車線道路である。

## 概要
浦添市西原から那覇市安里にかけての区間は「バイパス」と呼ばれている。沖縄県において、特に地名を冠さずに「バイパス」という場合、この区間を指すことが多い。路線バスの線名に「バイパス」の名を含むものがいくつか存在するが、それらの路線バスはすべてこの区間を通過する。

### 路線データ
一般国道の路線を指定する政令に基づく起終点および重要な経過地は次のとおり。
- 起点：沖縄市（照屋コザ十字路 = 国道329号交点、沖縄県道75号沖縄石川線起点）
- 終点：那覇市（旭町、旭橋交差点 = 国道58号・国道390号・国道507号終点）
- 重要な経過地：宜野湾市（我如古）、浦添市（大平）
- 総延長 : 26.3 km[2][注釈 2]
- 重用延長 : なし[2][注釈 2]
- 未供用延長 : なし[2][注釈 2]
- 実延長 : 26.3 km[2][注釈 2]
  - 現道 : 26.3 km[2][注釈 2]
  - 旧道 : なし[2][注釈 2]
  - 新道 : なし[2][注釈 2]
  - 指定区間延長 : 20.5 km[2][注釈 2]
  - 指定区間外延長 : 5.7 km[2][注釈 2]
- 指定区間：沖縄市照屋1丁目28番8（起点） - 那覇市古島1丁目26番1（古島IC）[3]

## 歴史
- 1953年（昭和28年） - 以下の路線・区間が軍道または琉球政府道に指定される。
  - 軍道5号線（宜野湾村（現宜野湾市）普天間 - 越来村（現沖縄市）胡屋）
  - 軍道24号線（越来村（現沖縄市）胡屋 - 石川市（現うるま市石川）東恩納）
  - 政府道5号線（玉城村（現南城市玉城）親慶原 - 宜野湾村（現宜野湾市）普天間、宜野湾村区間の大半はのちに軍営繕道区間となる）
  - 政府道44号線（与那原町森下 - 那覇市東町）
  - 政府道安里古波蔵線（真和志村（現那覇市）安里 - 古波蔵）
- 1965年（昭和40年） - 政府道安里古波蔵線が41号線に改称、那覇市鏡原町 - 宜野湾市真栄原の区間となる。その頃浦添村（現浦添市）伊祖 - 宜野湾市が政府道21号線となる。さらに那覇市安里 - 宜野湾市嘉数間に軍道1号線のバイパスとして計画される（路線名は政府道21号線と41号線）。
- 1970年（昭和45年） - 初代の安里立体高架橋完成。1971年（昭和46年）にはバイパスが浦添市大平まで開通する。
- 1972年（昭和47年）5月15日 - 本土復帰と同時に以下の路線・区間が一般国道330号（沖縄県コザ市（現沖縄市） - 那覇市）として指定される（指定区間はコザ市コザ十字路 - 浦添市西原）。また政府道44号線は国道329号となる。
  - 軍道5号線の全区間
  - 軍道24号線のうちコザ市（現沖縄市）胡屋十字路 - コザ十字路の区間
  - 政府道5号線のうち浦添市西原 - 宜野湾市普天間の区間（そのうち宜野湾市真栄原 - 普天間は軍営繕道区間だった）
  - 政府道21号線の全区間
  - 政府道41号線のうち那覇市古波蔵交差点 - 浦添市伊祖の区間（那覇市安里 - 宜野湾市嘉数間はバイパスで当時は浦添市大平までしか開通していなかった）
- 1975年（昭和50年） - バイパスが宜野湾市嘉数まで開通し、国道330号が全線つながった。
- 1976年（昭和51年）12月 - 那覇市古波蔵 - 与儀十字路間の与儀向けが朝のラッシュ時のバスレーン規制始まる。
- 1980年（昭和55年） - 古波蔵立体高架橋完成。
- 1982年（昭和57年） - 那覇市国場 - 旭町の区間（当時国道329号）で中央線変移規制始まる。
- 1980年代前半 - 全線4車線となる。
- 1987年（昭和62年） - 沖縄自動車道西原インターチェンジ開通に合わせ西原バイパス（浦添市西原広栄交差点 - 宜野湾市我如古交差点）開通。1990年（平成2年）には4車線となり、本線をバイパスに移し真栄原交差点経由の旧道は県道へ降格した（浦添市西原 - 宜野湾市真栄原間は沖縄県道241号宜野湾南風原線、宜野湾市真栄原 - 我如古間は沖縄県道34号宜野湾西原線へそれぞれ移管した）。
- 1997年（平成9年） - 宜野湾市嘉数 - 那覇市古島インター間が指定区間となり、管理が県から国へ移管された。
- 2003年（平成15年） - 沖縄都市モノレール開業、本路線上に安里駅、おもろまち駅、古島駅の3駅が設置された。また安里立体高架橋がモノレール桁つきの4車線にリニューアル完成した。
- 2007年（平成19年） - 国道329号の那覇市上間 - 旭町の区間が那覇東バイパスに本線を移したのに伴い、同バイパスに並行する旧道区間が同国道の指定区間から外れ管理を沖縄県に移し、古波蔵交差点 - 旭橋交差点の区間が当国道の路線となる（あとの上間交差点 - 古波蔵交差点の区間は国道507号となる）。

## 路線状況

### 重複区間
- 国道507号（那覇市古波蔵 - 終点）

### 自動速度取締機
以下の地点に自動速度取締機が設置されている（2008年11月現在）。
- 北（沖縄市）方面 伊祖歩道橋付近「浅野浦」バス停先、伊祖トンネル入口直前

直前にNシステムおよび自動速度監視装置も併設されており、過速度で通過すると「速度落とせ SLOW DOWN」の標識が点灯する。

### 主な交通規制

#### バスレーン
- 那覇市古波蔵（古波蔵交差点から300 m先）→与儀交差点（安里向けのみ・7:30 - 9:00（土曜、日曜、休日[注釈 3][4]、1月2日 - 3日を除く））

#### 中央線変移規制
- 那覇市古波蔵 - 旭町ハーバービュー通り入口交差点（西向け3車線・東向け1車線、7:30 - 9:00（土曜、日曜、休日[注釈 3][5]、1月2日 - 3日を除く））

#### 二輪車の車両通行区分規制
国道330号の普天間（宜野湾市） - 古波蔵（那覇市）間の約15.5キロには二輪車の車両通行帯（車両通行区分）の交通規制が導入されていたが、2024年8月末までに解除されることになった。この規制は二輪車は原則として第一通行帯（第一車線）を走行し、右折・横断する場合は手前からできる限り道路の中央に寄って右折・横断する（原付の二段階右折場所を除く）という規制である。この二輪車の車両通行区分規制はバイクの車線変更時の事故の多発を受け、1983年に導入され他府県でも導入されていたが、徐々に解除され、沖縄県の国道330号と国道58号のみとなった。国道58号の二輪車の車両通行区分規制も2024年9月末までに廃止されることが決定しており全廃となる見通しである。

### 路線バス
各路線の詳細については沖縄本島のバス路線を参照されたい。

#### 沖縄市 - 那覇市を通る路線
（那覇市内のみ通る路線は除く）
- 21番・新都心具志川線（琉球バス交通） 沖縄市コザ十字路 - 那覇市おもろまち（西原バイパス区間を除く）
- 23番・具志川線（琉球バス交通） 沖縄市コザ十字路 - 宜野湾市普天間・那覇市旭町ハーバービュー通り入口 - 旭橋交差点（那覇空港発着のみ）
- 24番・那覇大謝名線（琉球バス交通） 沖縄市コザ十字路 - 宜野湾市我如古
- 25番・那覇普天間線（那覇バス） 北中城村ライカム交差点 - 宜野湾市我如古（イオンモール開店前は普天間～我如古のみ）
- 27番・屋慶名線（沖縄バス） 沖縄市コザ十字路 - 宜野湾市我如古・那覇市旭町ハーバービュー通り入口 - 旭橋交差点（沖縄バス豊見城営業所発着のみ）
- 31番・泡瀬西線（東陽バス） 沖縄市コザ十字路 - 宜野湾市普天間・那覇市安里十字路 - 与儀交差点
- 52番・与勝線（沖縄バス） 北中城村石平 - 宜野湾市我如古
- 60番・泡瀬イオンモールライカム線（東陽バス） 沖縄市コザ十字路 - 北中城村ライカム交差点
- 61番・前原線（沖縄バス） 北中城村石平 - 宜野湾市我如古
- 62番・中部線（琉球バス交通） 沖縄市コザ十字路 - 山里
- 63番・謝苅線（琉球バス交通） 沖縄市コザ十字路 - 山里
- 75番・石川北谷線（琉球バス交通） 沖縄市コザ十字路 - 山里
- 77番・名護東（辺野古）線（沖縄バス） 沖縄市コザ十字路 - 宜野湾市普天間
- 80番・与那城線（沖縄バス） 沖縄市コザ十字路 - 宜野湾市我如古
- 88番・宜野湾線（琉球バス交通） 宜野湾市普天間 - 那覇市安里（西原バイパス区間は除く）・那覇市旭町ハーバービュー通り入口 - 旭橋交差点
- 90番・知花（バイパス）線（琉球バス交通） 沖縄市コザ十字路 - 那覇市安里 - 与儀（西原バイパス区間を除く、安里 - 与儀は日曜日の午後のみ）
- 92番・那覇～イオンモール線（沖縄バス） 北中城村ライカム交差点 - 宜野湾市我如古
- 93番・屋慶名～イオンモール線（沖縄バス） 沖縄市コザ十字路～北中城村ライカム交差点
- 96番・北谷 - イオンモール線（沖縄バス） 北中城村ライカム交差点 - 瑞慶覧
- 97番・琉大（首里）線（那覇バス） 宜野湾市長田 - 志真志
- 98番・琉大（バイパス）線（琉球バス交通） 宜野湾市嘉数 - 那覇市安里・那覇市旭町ハーバービュー通り入口 - 旭橋交差点
- 110番・長田具志川線（琉球バス交通） 沖縄市コザ十字路 - 宜野湾市長田
- 112番・国体道路線（琉球バス交通） 沖縄市コザ十字路 - 山里・浦添市伊祖 - 那覇市与儀
- 113番・具志川空港線（琉球バス交通） 沖縄市コザ十字路 - 諸見里・那覇市旭町ハーバービュー通り入口 - 旭橋交差点
- 123番・石川空港線（琉球バス交通） 沖縄市コザ十字路 - 山里・那覇市旭町ハーバービュー通り入口 - 旭橋交差点
- 125番・普天間空港線（那覇バス） 北中城村ライカム交差点 - 宜野湾市我如古（イオンモール開店前は普天間～我如古のみ、中城経由はライカム～野嵩）・那覇市旭町ハーバービュー通り入口 - 旭橋交差点
- 127番・屋慶名（高速）線（沖縄バス） 沖縄市コザ十字路 - 諸見里・那覇市古波蔵交差点 - 那覇バスターミナル
- 152番・イオンモール沖縄ライカム（高速）線（琉球バス交通） 北中城村ライカム交差点～石平・那覇市古波蔵交差点 - 旭橋交差点
- 190番・知花空港線（琉球バス交通）　沖縄市コザ十字路 - 那覇市安里 - 与儀・同市旭町ハーバービュー通り入口 - 旭橋交差点（西原バイパス区間を除く、安里 - 与儀は日曜日の午後のみ）
- 223番・具志川おもろまち線（琉球バス交通） 沖縄市コザ十字路 - 宜野湾市普天間
- 227番・屋慶名おもろまち線（沖縄バス） 沖縄市コザ十字路 - 宜野湾市我如古
- 263番・謝苅おもろまち線（琉球バス交通） 沖縄市コザ十字路 - 山里
- 331番・急行バス（久茂地経由）（東陽バス） 沖縄市コザ十字路 - 宜野湾市普天間
- 777番・急行バス（屋慶名経由）（沖縄バス） 沖縄市コザ十字路 - 宜野湾市普天間

#### 那覇市内区間のみを通る路線
- 3番・松川新都心線（那覇バス市内線） 那覇市おもろまち - 安里十字路
- 6番・那覇おもろまち線（那覇バス市内線） 那覇市おもろまち - 安里十字路・古波蔵交差点 - 旭町ハーバービュー通り入口
- 11番・安岡宇栄原線（那覇バス市内線） 那覇市古島インター - おもろまち（おもろまち経由のみ）・古波蔵交差点 - 旭町ハーバービュー通り入口
- 12番・国場線（那覇バス市内線） 那覇市古波蔵交差点 - 旭町ハーバービュー通り入口
- 17番・石嶺（開南）線（那覇バス市内線） 那覇市安里十字路 - 与儀十字路・古波蔵交差点 - 旭町ハーバービュー通り入口
- 18番・首里駅線（沖縄バス） 那覇市古波蔵交差点 - 那覇バスターミナル
- 30番・泡瀬東線（東陽バス） 那覇市牧志姫百合橋交差点 - 古波蔵交差点
- 32番・コンベンションセンター線（沖縄バス）　那覇市旭町ハーバービュー通り入口 - 旭橋交差点（沖縄バス豊見城営業所発着のみ）
- 34番・糸満（東風平）線（沖縄バス） 那覇市与儀交差点 - 古波蔵交差点
- 37番・那覇新開線（東陽バス） 那覇市与儀交差点 - 古波蔵交差点
- 38番・志喜屋線（東陽バス） 那覇市与儀交差点 - 古波蔵交差点
- 39番・南城線（沖縄バス） 那覇市旭橋交差点 - 旭町ハーバービュー通り入口（沖縄バス豊見城営業所発着のみ）・那覇市与儀交差点 - 古波蔵交差点
- 43番・北谷線（沖縄バス） 那覇市旭町ハーバービュー通り入口 - 旭橋交差点（沖縄バス豊見城営業所発着のみ）
- 45番・与根線（那覇バス） 那覇市与儀交差点 - 古波蔵交差点
- 50番・百名（東風平）線（琉球バス交通） 那覇市与儀十字路 - 古波蔵交差点→旭町ハーバービュー通り入口（古波蔵→旭町は平日朝の一便のみ）
- 51番・百名（船越）線（琉球バス交通） 那覇市与儀十字路 - 古波蔵交差点
- 54番・前川線（琉球バス交通） 那覇市与儀交差点 - 古波蔵交差点
- 55番・牧港線（琉球バス交通） 那覇市古島インター - 与儀交差点・旭町ハーバービュー通り入口 - 旭橋交差点
- 56番・浦添線（琉球バス交通） 那覇市古島インター - 安里十字路・旭町ハーバービュー通り入口 - 旭橋交差点
- 83番・玉泉洞線（琉球バス交通） 那覇市与儀交差点 - 古波蔵交差点・旭町ハーバービュー通り入口 - 旭橋交差点（那覇空港発着のみ）
- 87番・赤嶺てだこ線（沖縄バス） 那覇市旭町ハーバービュー通り入口 - 旭橋交差点
- 89番・糸満（高良）線（琉球バス交通・沖縄バス共同運行） 那覇市与儀交差点 - 旭橋交差点
- 99番・天久新都心線（琉球バス交通） 那覇市旭町ハーバービュー通り入口 - 旭橋交差点（那覇空港発着のみ）
- 101番・平和台安謝線（那覇バス） 那覇市古波蔵 - 旭町ハーバービュー通り入口
- 111番・高速バス（4社共同運行） 那覇市古波蔵交差点 - 旭橋交差点
- 113番・具志川空港線（琉球バス交通） 那覇市古波蔵交差点 - 旭橋交差点
- 117番・高速バス（美ら海直行）（東陽バスを除く3社共同運行） 那覇市古波蔵交差点 - 旭橋交差点
- 120番・名護西空港線（琉球バス交通・沖縄バス共同運行） 那覇市旭町ハーバービュー通り入口 - 旭橋交差点
- 200番・糸満おもろまち線（沖縄バス） 那覇市古波蔵交差点 - 旭町ハーバービュー通り入口
- 256番・浦添てだこ線（琉球バス交通） 那覇市古島インター - 安里十字路・旭町ハーバービュー通り入口 - 旭橋交差点
- 333番・那覇西原（末吉）線（那覇バス） 那覇市古島インター - 安里十字路
- 334番・国立劇場おきなわ線（沖縄バス） 那覇市与儀交差点 - 古波蔵交差点
- 338番・斎場御嶽線（東陽バス） 那覇市与儀交差点 - 古波蔵交差点
- 339番・南城結の街線（沖縄バス） 那覇市与儀交差点 - 古波蔵交差点
- 446番・那覇糸満線（那覇バス） 那覇市与儀交差点 - 旭橋交差点

## 地理

### 通過する自治体
- 沖縄県
  - 沖縄市 - 中頭郡北中城村 - 宜野湾市 - 浦添市 - 那覇市

### 交差する道路

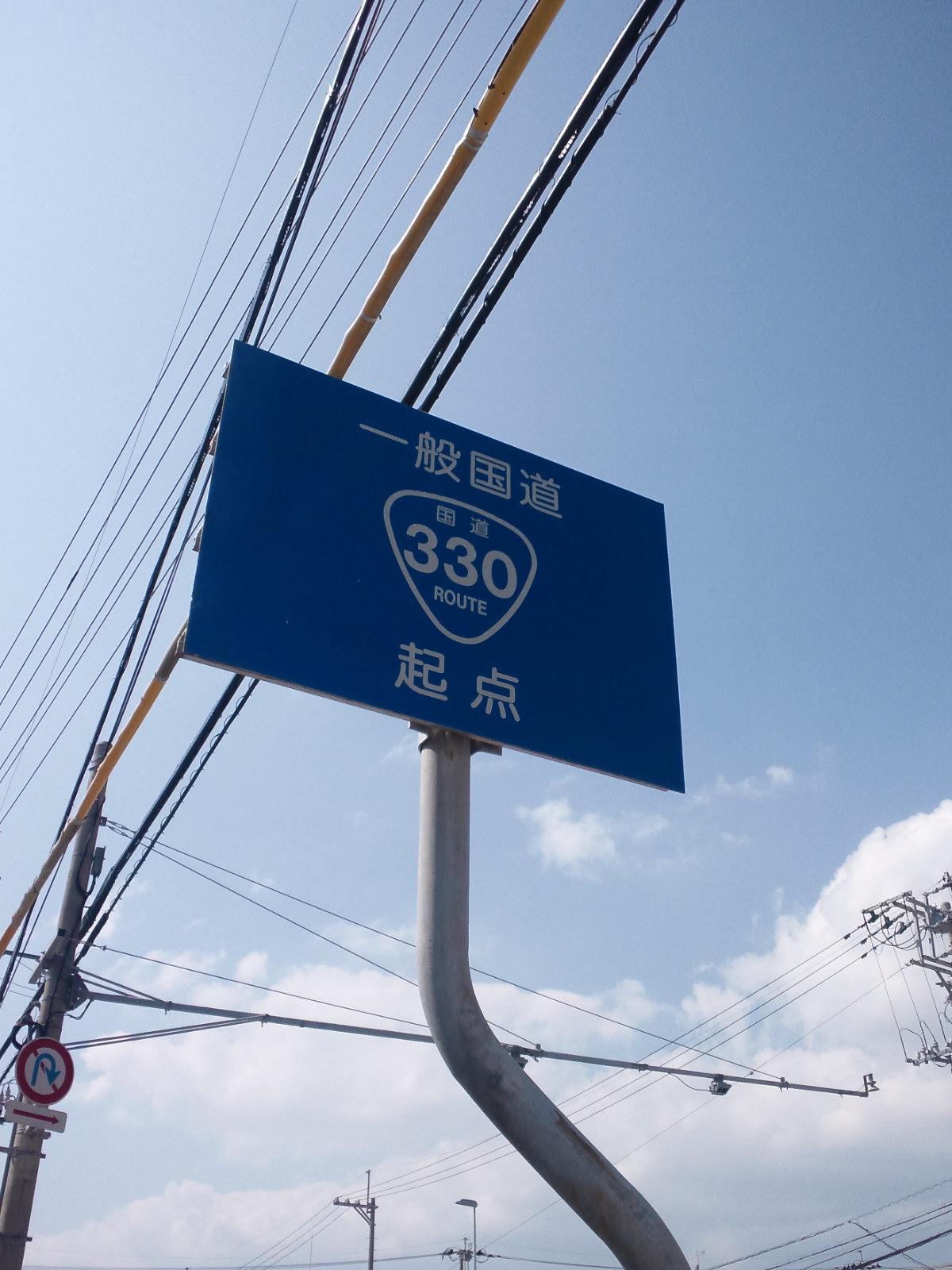
国道330号起点の標識

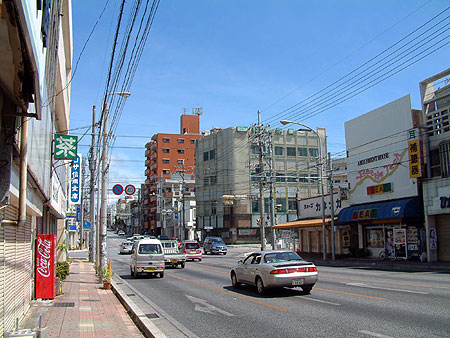
起点・コザ十字路（沖縄市）

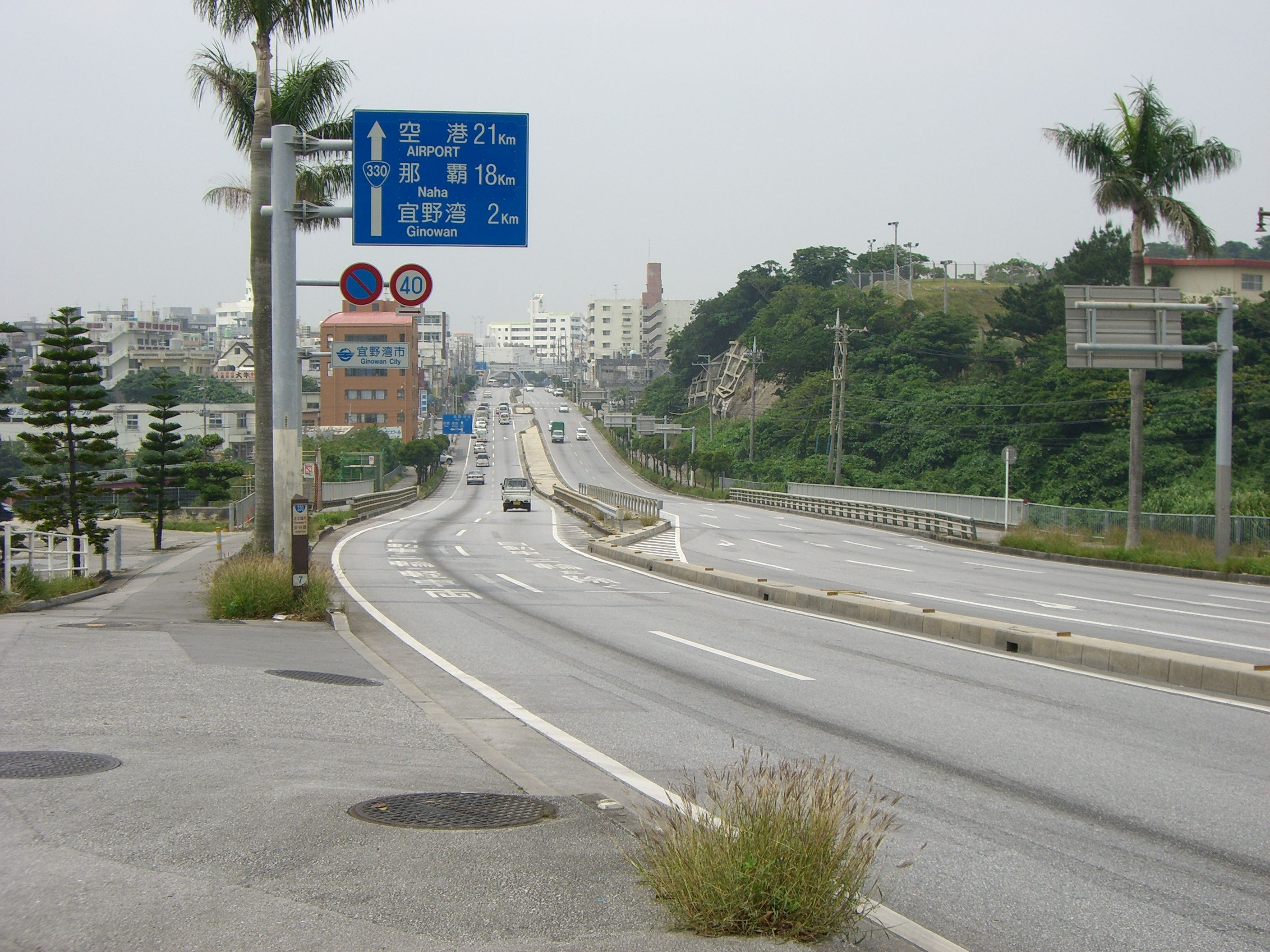
北中城村安谷屋

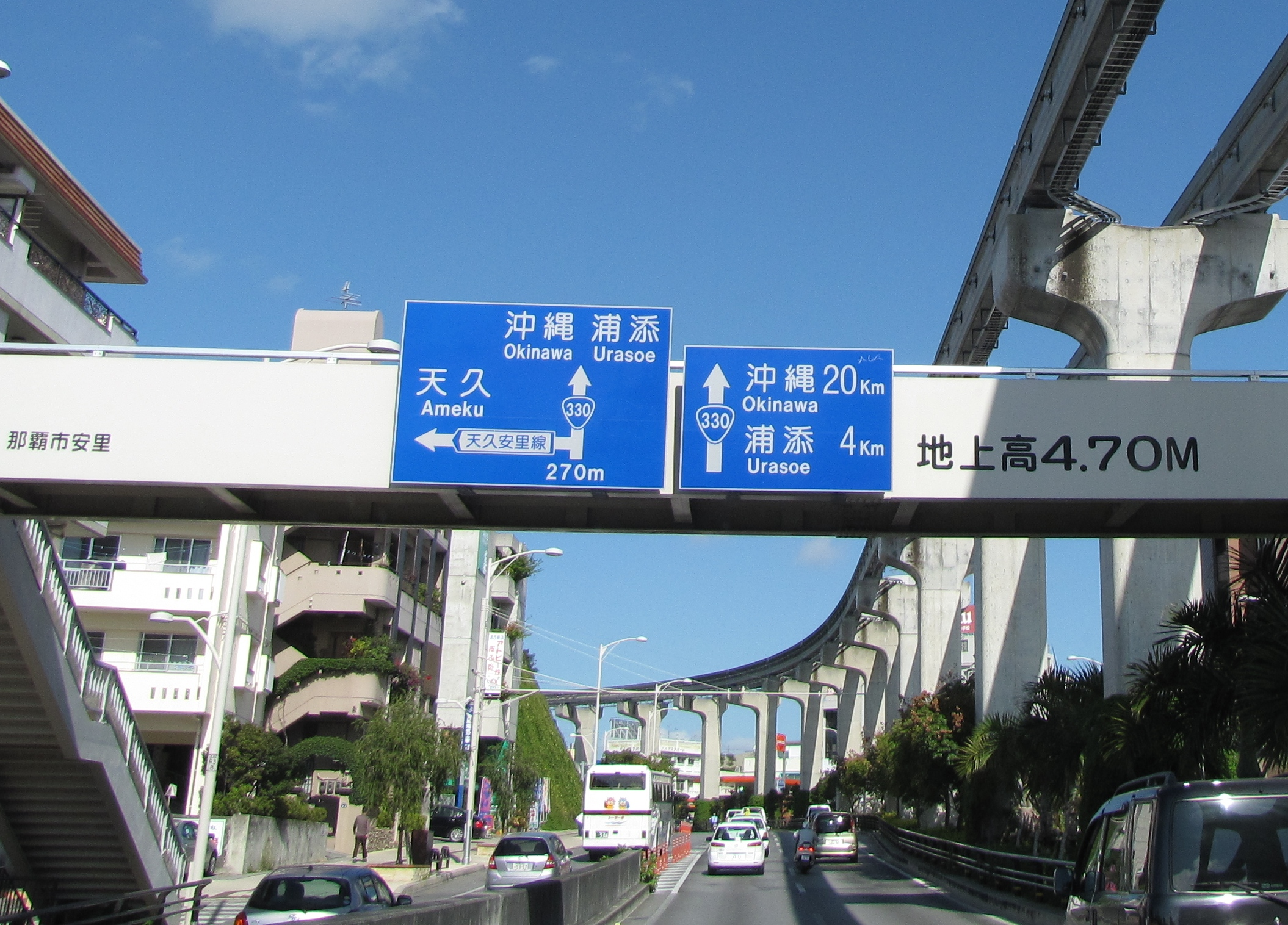
那覇新都心付近

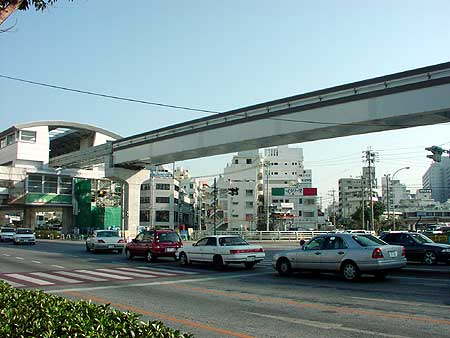
終点・旭橋交差点（那覇市）

- 国道329号（沖縄市照屋コザ十字路（起点）・那覇市旭町旭橋交差点（終点・国道58号と重複））
- 国道331号（沖縄市照屋コザ十字路（起点・国道329号と重複）
- 沖縄県道75号沖縄石川線（沖縄市照屋コザ十字路（起点））
- 沖縄県道20号線（沖縄市胡屋十字路）
- 沖縄県道24号線（沖縄市山里）
- 沖縄県道85号沖縄環状線（北中城村屋宜原ライカム交差点）
- 沖縄自動車道（北中城村屋宜原（通過のみ）・浦添市西原）
  - 西原IC（浦添市西原）
- 沖縄県道130号線（北中城村瑞慶覧交差点）
- 沖縄県道81号宜野湾北中城線（北中城村石平交差点（渡口方面）・宜野湾市普天間交差点（伊佐方面））
- 沖縄県道35号線（宜野湾市普天間）
- 沖縄県道32号線（宜野湾市長田交差点）
- 沖縄県道34号宜野湾西原線（宜野湾市我如古交差点）
- 沖縄県道241号宜野湾南風原線（浦添市西原・宜野湾市嘉数にまたがる広栄交差点）
- 沖縄県道153号線（浦添市伊祖IC（牧港方面のバイパスのみ交差・現道は通過のみ））
- 沖縄県道38号浦添西原線（浦添市 大平インター）
- 沖縄県道82号那覇糸満線（環状2号・那覇市 古島インター）
- 那覇中環状線（那覇市道・那覇市おもろまち）
- 沖縄県道29号那覇北中城線（那覇市 安里交差点）
- 沖縄県道46号線（同）
- 壷屋やちむん通り（那覇市道・那覇市壷屋）
- 沖縄県道222号真地泉崎線（那覇市与儀交差点・同市泉崎旭町交差点）
  - ハーバービュー通り（那覇市泉崎旭町交差点、2021年より県道222号に編入）
- 沖縄県道221号那覇内環状線（那覇市与儀（牧志方面）・同市古波蔵（小禄方面））
- 国道507号（那覇市古波蔵交差点）
- 国道58号（那覇市旭町（終点））
- 国道390号（同）